# Heterusia proanodes
Heterusia proanodes är en fjärilsart som beskrevs av Paul Dognin 1914. Heterusia proanodes ingår i släktet Heterusia och familjen mätare. Inga underarter finns listade i Catalogue of Life.